# Sextant

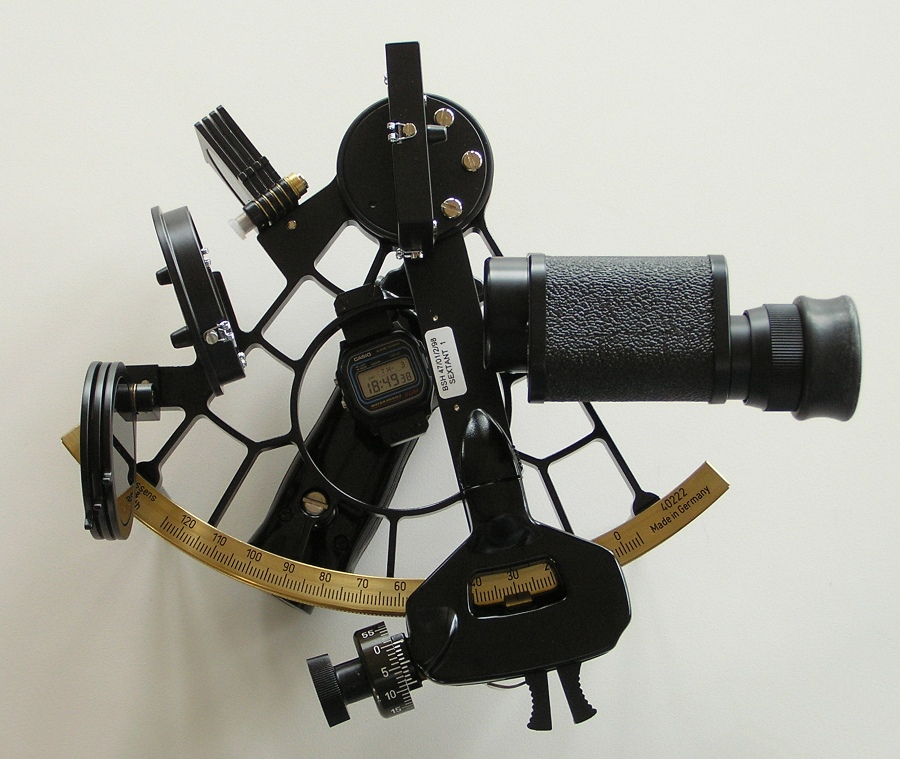
Moderner Trommelsextant mit Feldstecher-Monokular, Messwinkel 30°. Unten die Messtrommel, links Sonnen- und Mond-Filter

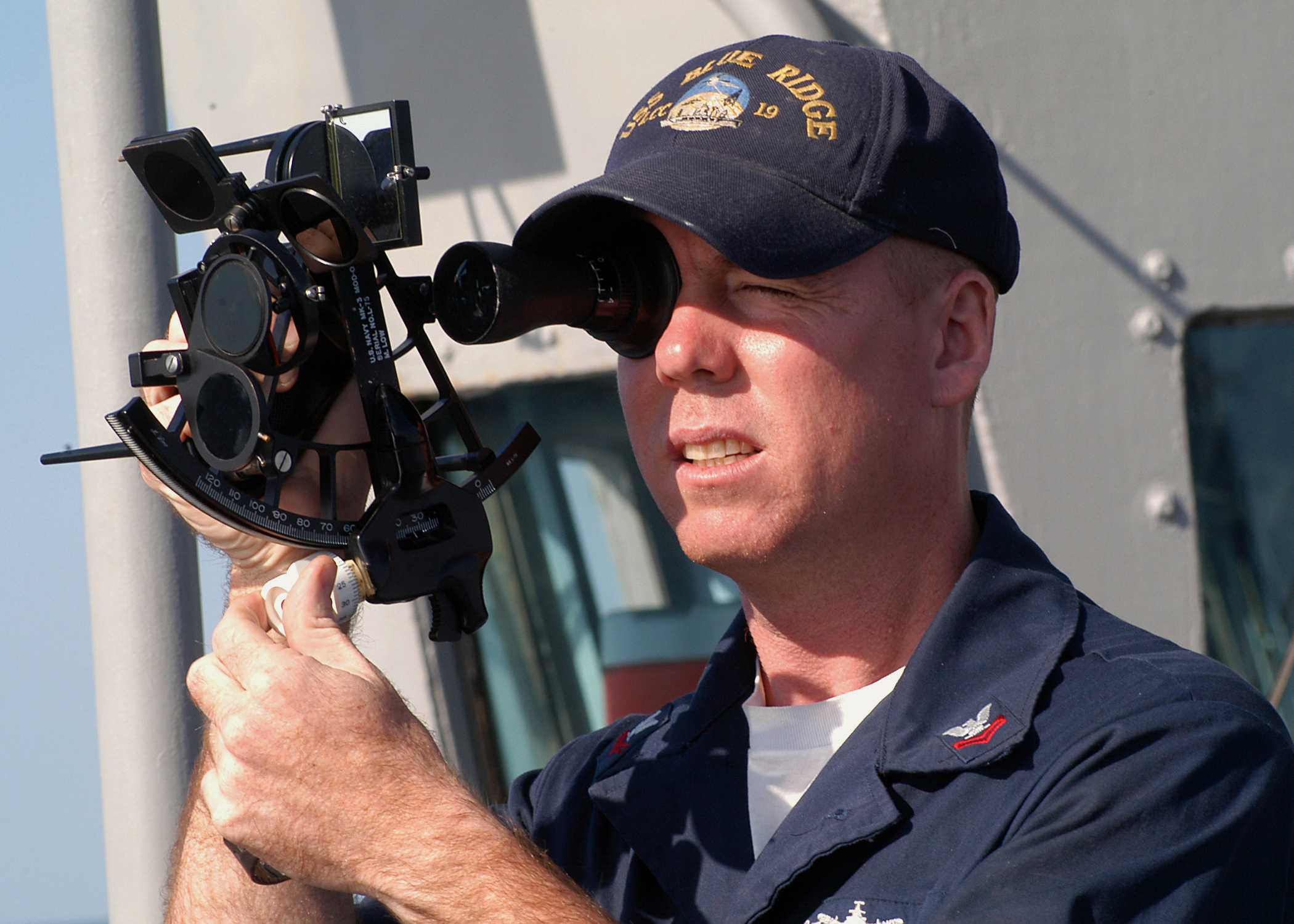
Navigator beim Messen der Sonnenhöhe

Ein Sextant (Spiegelsextant; von lateinisch sextans ‚der sechste Teil‘) ist ein nautisches, optisches Messinstrument, mit dem man den Winkel zwischen den Blickrichtungen zu relativ weit entfernten Objekten bestimmen kann, insbesondere den Winkelabstand eines Gestirns vom Horizont. Er wird hauptsächlich zur Höhenwinkel-Messung von Sonne und Sternen für die astronomische Navigation auf See verwendet, seltener auch in der Luftfahrt, früher auch bei Expeditionen, sowie in der Astronomie und der Landesvermessung.
Der Name Sextant kommt von dem Geräterahmen, der einen Kreissektor von etwa 60° (ein Sechstel eines Kreises) darstellt, womit infolge des Spiegelgesetzes Winkelmessungen in doppeltem Umfang, also bis 120° möglich sind. Der Sextant hat deshalb eine Skala von mindestens 120°. Demgegenüber hatte sein Vorläufer, der Oktant, eine Winkelskala von mindestens 90°. Sein Rahmen umfasste 45°, also ein Achtel eines Kreises. Hingegen ist der Quadrant ein Winkelmesser bezüglich der Lotrichtung und misst (ohne Spiegelung) Höhenwinkel bis 90°. Historische astronomische Winkelmesser ohne Spiegel aus der Zeit vor dem 18. Jahrhundert, die wegen ihrer Größe keinen Viertelkreis, sondern nur ein Sechstel (60°) oder ein Achtel (45°) eines Kreises umfassten, werden ebenfalls als Sextant oder Oktant bezeichnet.
Vorläufer in der astronomischen Navigation war der Jakobsstab.

## Aufbau und Funktionsweise

### Aufbau

Aufbau eines Marinesextanten

Grundlegende Komponenten des Sextanten sind der Zeigerarm (Alhidade), mit dem die Messung vorgenommen wird und dessen genaue Winkeleinstellung am Gradbogen abgelesen werden kann; ein Spiegel (Indexspiegel), der auf dem Drehpunkt der Alhidade senkrecht zur Instrumentenebene montiert ist und sich mit ihr dreht; und ein feststehender Spiegel (Horizontspiegel), der bei Nullstellung der Alhidade parallel zum Indexspiegel steht. Er ist entweder halbdurchlässig (Vollsichtspiegel) oder er besitzt eine verspiegelte rechte Seite und eine nicht verspiegelte, lichtdurchlässige linke Seite (Halbspiegel). Ein kleines auf den Horizontspiegel gerichtetes Fernrohr oder auch nur ein einfaches Rohr ohne Linsen dient zum Anvisieren der Ziele.
Die Alhidade wird durch eine an ihrem unteren Ende sitzende Schraube bewegt, die über ein Schneckengetriebe in eine Verzahnung am unteren Rand des Gradbogens eingreift (der Gradbogen entspricht dem Teilkreis beim Theodolit). Bei modernen Sextanten trägt die Schraube eine Trommel mit eingravierten Gradbruchteilen zur bequemeren Feinablesung (Trommelsextant). Für größere Bewegungen der Alhidade kann die Schnecke mittels einer Sperrklinke aus der Verzahnung gehoben werden.
Weitere Komponenten sind verschiedene Filter (Schattengläser), die in den Strahlengang geklappt werden können. Mit dem stärksten Filter kann die Sonne anvisiert werden, mit dem mittleren der Mond, ohne dass das Bild des Horizonts überstrahlt wird.
Einige Modelle besitzen einen künstlichen Horizont, der nach dem Prinzip einer Wasserwaage funktioniert. Diese Wasserwaage ist dann über zusätzliche Spiegel durch die Einblicköffnung zu sehen und dient als physikalische Richtungsreferenz für die Messung, wenn der Horizont als optische Referenz nicht zur Verfügung steht.

### Funktionsweise

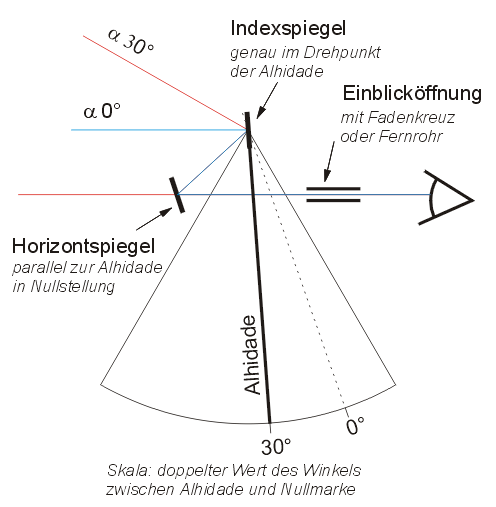
Strahlengang im Sextanten

Schaut man durch die Einblicköffnung auf den Horizontspiegel, so sieht man einerseits durch diesen hindurch (wegen seiner Halbtransparenz oder wegen der unverspiegelten Hälfte) in direkter Sicht das eine der beiden Ziele. Der Horizontspiegel ist so geneigt, dass sich der Indexspiegel in ihm spiegelt und so auch das von diesem reflektierte Bild erkennbar ist. Der Beobachter sieht daher zwei überlagerte Bilder: das eine direkt, das andere nach zweifacher Reflexion. Auch bei einem Halbspiegel stehen die Bilder nicht strikt nebeneinander, sondern überlagern sich teilweise, weil die Grenze zwischen verspiegeltem und unverspiegeltem Teil von dem auf ‚unendlich‘ eingestellten Fernrohr sehr unscharf wiedergegeben wird.
In der Nullstellung der Alhidade sind der Horizontspiegel und der Indexspiegel parallel und beide Bilder daher deckungsgleich. (Genaugenommen gilt dies nur bei unendlich großer Entfernung des betrachteten Zieles, denn es entsteht eine kleine Parallaxe durch die Höhendifferenz zwischen Einblicköffnung und Indexspiegel, bei Gestirnen und entfernten Landmarken kann diese Parallaxe aber vernachlässigt werden.) Um den Winkel zwischen zwei Zielen zu messen, wird mit der Alhidade der Indexspiegel gegenüber dem Horizontspiegel so lange gedreht, bis die Bilder der beiden Ziele zusammenfallen. Wegen des Reflexionsgesetzes Einfallswinkel = Ausfallswinkel ist der gesamte Reflexionswinkel doppelt so groß wie der Schwenkwinkel der Alhidade. Die Skala ist deshalb mit dem jeweils doppelten Wert des Schwenkwinkels beschriftet. Aus diesem Grund genügt auch ein 60° großer Gradbogen für einen Messbereich von +100° bis −20°.
Wird der Sextant während der Messung nicht völlig ruhig gehalten, so schwanken beide Bilder gemeinsam im Gesichtsfeld hin und her, sodass eine zweifelsfreie Überlagerung beider Ziele und damit eine korrekte Messung nach wie vor möglich, wenn auch etwas erschwert ist. Der Sextant kann daher freihändig und auch in schwankender Umgebung wie z. B. an Bord eines Schiffes verwendet werden.

## Handhabung

Messung des Sonnenunterrandes

### Astronomische Navigation
Bei der Höhenmessung von Gestirnen für die astronomische Navigation wird mit dem Fernrohr durch den Horizontspiegel hindurch der Horizont angepeilt. Bei der Ausführung als Halbspiegel ist in der linken Hälfte des Blickfeldes der Horizont zu sehen, auf der rechten Seite der Horizontspiegel mit dem Bild des Indexspiegels. Moderne Sextanten mit Vollsichtspiegel ermöglichen es (unter Lichtverlust), den Horizont über die gesamte Breite des Blickfeldes zu sehen. Der Beobachter verstellt die Alhidade so lange, bis das gespiegelte Bild des Himmelskörpers im Horizontspiegel sichtbar ist und sich scheinbar auf Höhe des Horizonts befindet. Bei Navigationssternen wird der Winkel zwischen Stern und Horizont gemessen, also Horizont und Stern im Spiegel zur Deckung gebracht. Im Fall des Mondes oder der Sonne wird hierfür die Ober- oder Unterkante herangezogen.
Die Alhidade muss so eingestellt werden, dass das Objekt (im Beispiel der Sonnenunterrand) am untersten Punkt den Horizont berührt. Voraussetzung für eine korrekte Messung ist eine exakt lotrechte Haltung des Sextanten. Bei schräger Haltung würde nicht der Winkel zwischen dem Sonnenunterrand und dem senkrecht darunter gelegenen Punkt des Horizonts gemessen, sondern der größere Winkel zu einem anderen Punkt des Horizonts. Man schwenkt daher den Sextanten seitlich um die Fernrohrachse hin und her und justiert die Alhidade solange, bis der Sonnenunterrand an einem Punkt der Schwenkbewegung den Horizont gerade eben berührt.
In dem Augenblick, in dem die Alhidade richtig eingestellt ist, bestimmt der Beobachter den Zeitpunkt der Beobachtung mit Hilfe einer genau gehenden Uhr (am bequemsten durch Zuruf an einen Assistenten). Der Beobachter kann auch das Bild des Gestirns lediglich in die Nähe des Horizonts bringen und warten, bis seine auf- oder absteigende Bewegung im Zuge der scheinbaren Himmelsdrehung es durch den Horizont trägt. Es ist dann nur noch nötig, den genauen Zeitpunkt dieses Ereignisses zu bestimmen.
Die ganzzahligen Grade des eingestellten Winkels werden am Gradbogen abgelesen, die Gradbruchteile bei Trommelsextanten an der Unterteilung der Ablesetrommel. Bevor der gemessene Winkel zur Navigation verwendet werden kann, sind noch mehrere rechnerische Korrekturen erforderlich, u. a. für (vorher zu bestimmende) Gerätefehler (Indexfehler), die Differenz zwischen Horizont und Waagerechte (so genannte Kimmtiefe, abhängig von der Beobachtungshöhe), die Verfälschung der Gestirnshöhe durch atmosphärische Lichtbrechung und gegebenenfalls die Distanz der Gestirnsober- oder -unterkante von der Mitte.

### Terrestrische Navigation
Bei der Verwendung in terrestrischer Navigation oder für Vermessungsaufgaben wird der Sextant analog verwendet, dann jedoch manchmal auch waagerecht gehalten, wenn die Horizontalwinkel zwischen drei der Position nach bekannten Landmarken gemessen werden. Zur Abstandsberechnung durch Messung von Höhenwinkeln an bekannten Bauwerken, z. B. Leuchttürmen, deren genaue Höhe man einem Leuchtfeuerverzeichnis entnehmen kann, wird der Sextant senkrecht gehalten.

### Animierte Darstellung

Animation: Funktionsweise eines Sextanten

1. Sextanten auf den Horizont unterhalb der Sonne richten
2. Sperrklinke drücken, um Alhidade zu lösen
3. Sonne auf den Horizont herunterholen
4. Sperrklinke loslassen und Position der Sonne an Trommel fein einstellen
5. Dabei Sextanten zur Prüfung der Vertikalität um die Teleskopachse schwenken
6. Winkel ablesen

## Genauigkeit

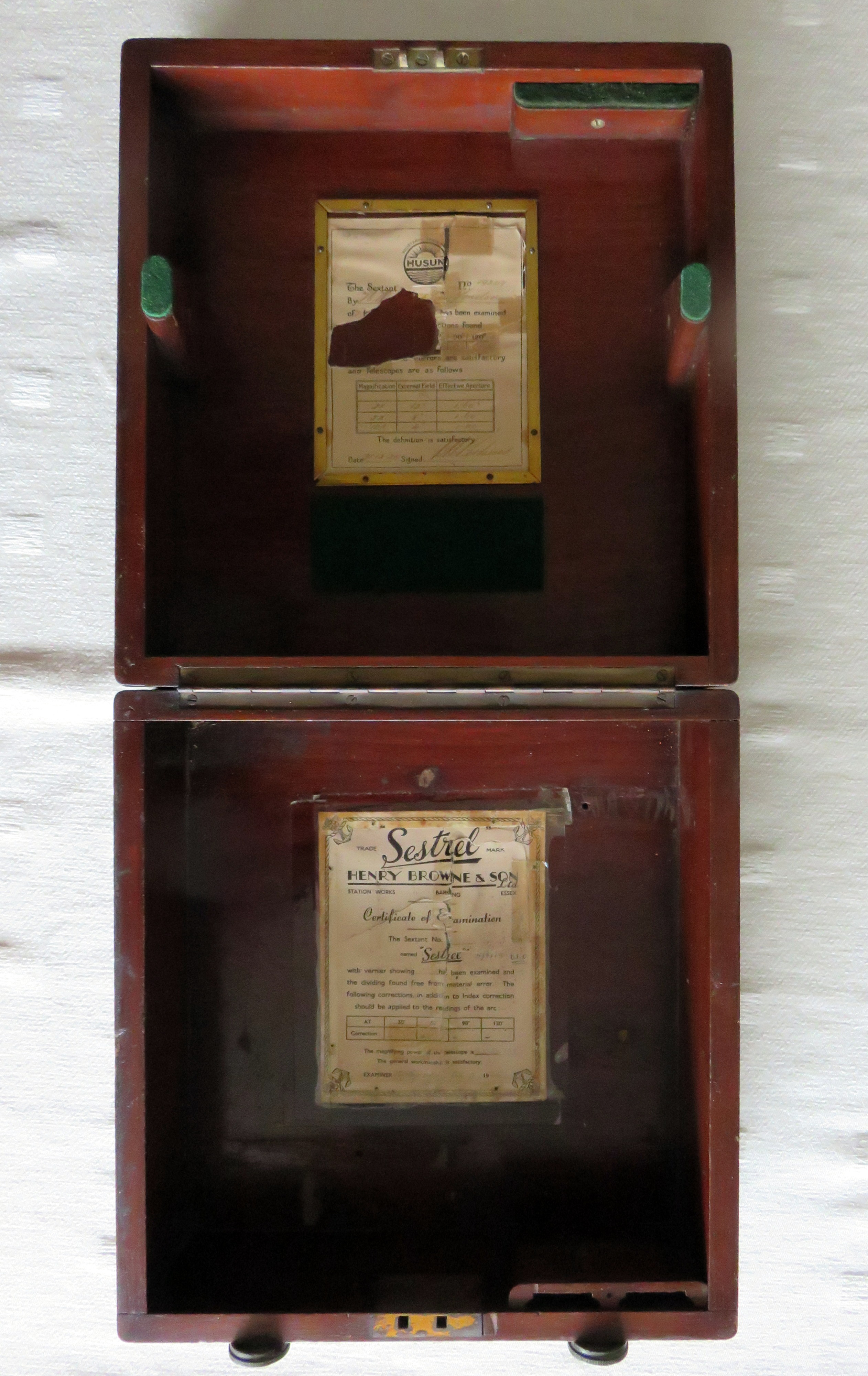
Prüfzertifikate (1935/1960) im Innern einer Gehäusebox

Schon zu Zeiten der Segelschifffahrt hatten Sextanten eine Messgenauigkeit von etwa einer Bogenminute (1/60 Grad), was einer Positionsgenauigkeit von einer Seemeile entspricht. Moderne Sextanten können eine mechanische Genauigkeit von 10–20 Bogensekunden erreichen.
In der nautischen Praxis ist die Handhabung des Sextanten v. a. durch Wellengang erschwert, sodass die tatsächliche Messgenauigkeit selten besser als eine Bogenminute ist; unter schwierigen Bedingungen kann eine Messung mit einem Fehler von fünf Bogenminuten noch als gut gelten.
In der Luftfahrt führt die hohe Geschwindigkeit des Flugzeugs zu Ungenauigkeiten, da sich das Flugzeug bereits während des Messvorgangs um einen Betrag bewegt, der weit über der Genauigkeit des Instruments liegt. Durch „Bracketing“ lässt sich dieser Fehler weitgehend eliminieren. Hier wird derselbe Stern am Anfang und Ende der Beobachtungsreihe gemessen, um so einen Mittelwert zu gewinnen.

## Entwicklung

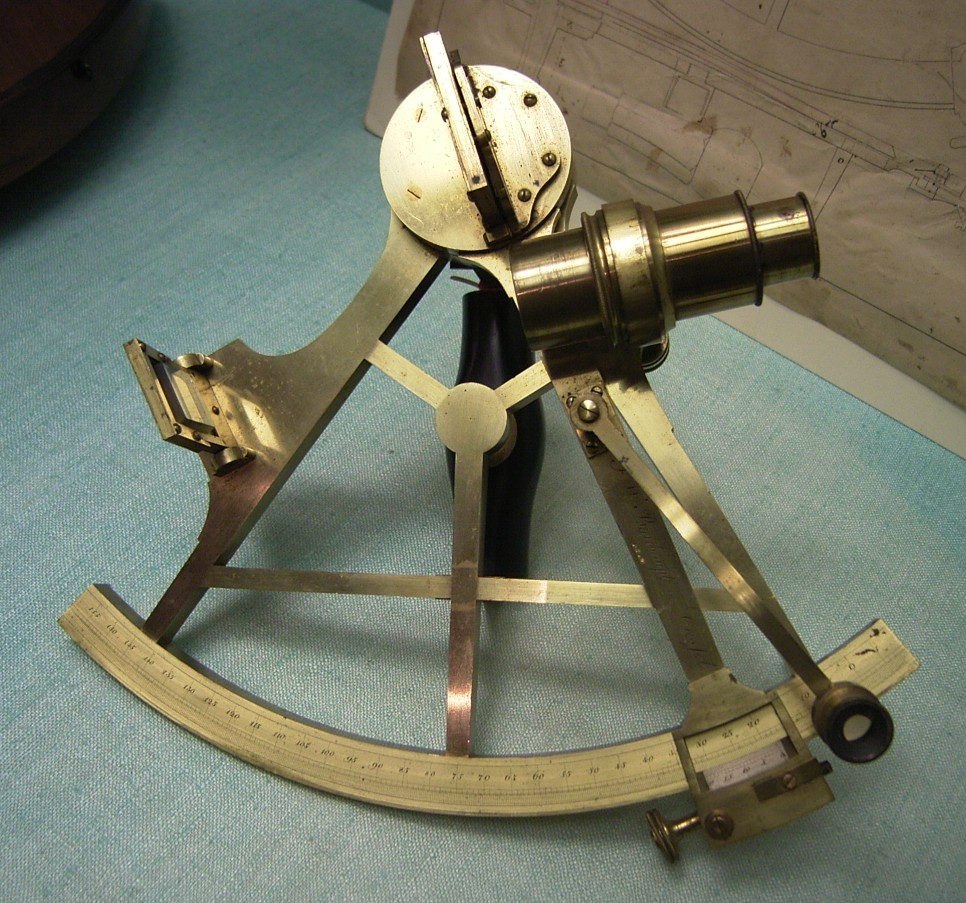
Spiegelsextant um 1810

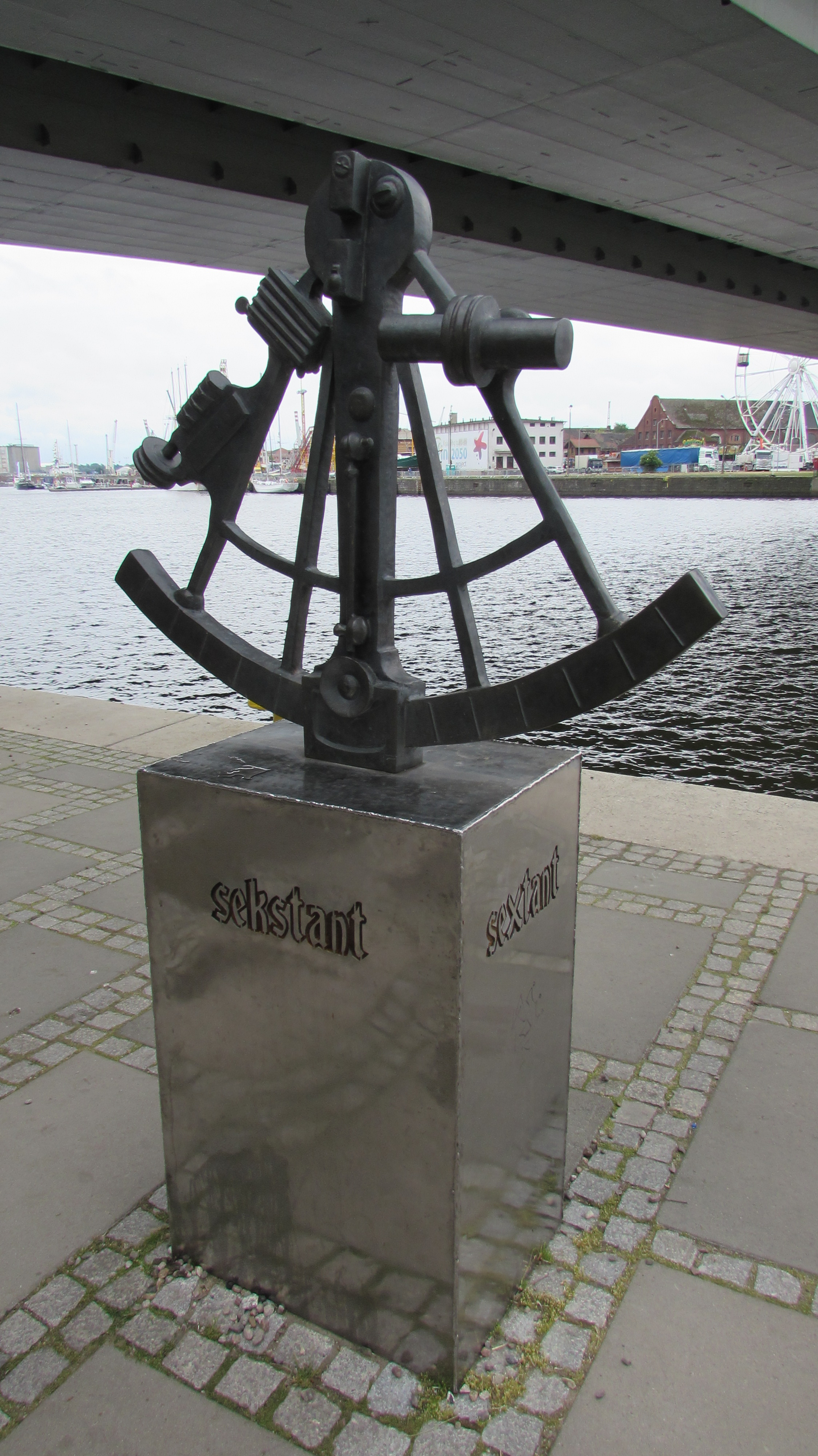
Darstellung in Stettin

Das erste Konzept eines Winkelmessinstrumentes mit Hilfe von Spiegeln stammt von Isaac Newton, der seinen Entwurf 1700 an die Royal Society einreichte. Seine Skizzen blieben jedoch unbeachtet und wurden erst 1742, nach seinem Tod, veröffentlicht.
Um 1730 entwickelten unabhängig voneinander John Hadley (1682–1744), englischer Astronom und Mathematiker, und Thomas Godfrey (1704–1749), Optiker und Erfinder in den britischen Kolonien in Amerika, ein Spiegelinstrument, das einen Achtelkreis umfasste, also Winkel bis 90 Grad messen konnte und deshalb als Oktant bezeichnet wurde. Hadley reichte der Royal Society seinen Entwurf im Mai 1731 ein; im August 1732 wurde Hadleys Quadrant – wie das Instrument später zumeist genannt wurde – an Bord der 'Chatham' in Gegenwart des Königlichen Astronomen Bradley getestet und für gut befunden. Im November dieses Jahres machte allerdings Godfrey geltend, dass er bereits im Jahr 1730 ein gleiches Spiegelinstrument erfunden habe. Über diese Priorität und den wechselseitigen Vorwurf des Plagiats wurde längere Zeit gestritten, praktisch setzte sich jedoch Hadleys Quadrant durch, zumal dieser alsbald ein Patent auf seine Erfindung erhielt.
Die ersten Sextanten waren noch aus Holz gebaut. Auf See verzog sich das Holz durch die Luftfeuchtigkeit, sodass die Instrumente bald aus Metall gefertigt wurden. Der Sextant ist ein recht empfindliches Instrument.
Eine kleine Verformung der Alhidade (des beweglichen Teils, der den Spiegel trägt) oder eine kleine Verstellung des Spiegels durch ein Fallenlassen kann zu einem falschen Messergebnis führen, das wiederum zu einer Positionsabweichung von vielen Meilen führt. Um sicher sein zu können, dass das Instrument nicht beschädigt ist, wurde ein Sextant in der Regel neu gekauft und nur selten aus der Hand gegeben. Bei neueren Instrumenten lassen sich die Spiegel an den Halterungen justieren. Wichtig ist hier die exakte Parallelstellung der Spiegel zueinander, die rechtwinklige Anordnung der Spiegel zur Geräteebene sowie die Nullstellung der Alhidade.
Der Oktant ersetzte schnell den Jakobsstab und den Davisquadranten. Im Bereich der Landvermessung wurde er später vom Theodolit abgelöst. Bei der Navigation auf See verlor der Sextant erst mit der Satellitennavigation nach dem UTM-Referenzsystem mit dem GPS an Bedeutung. In der Luftfahrt war der Sextant nur kurze Zeit in Gebrauch und wurde bald durch Funknavigation LORAN und Trägheitsnavigation ersetzt, die heute durch die Satellitennavigation ersetzt und ergänzt werden.
Der auf der 10-DM-Banknote abgebildete Sextant – auf Basis eines Quintanten (144° Messbereich) der englischen Firma Troughton –  ist von Carl Friedrich Gauß 1821 mit einem dritten Spiegel versehen worden, um ihn in der Landesvermessung als Sonnenspiegel (Licht-Scheinwerfer = Vize-Heliotrop) zur Sichtbarmachung von Vermessungspunkten zu verwenden.